# ISO 3166-2:AT

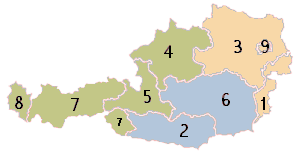

ISO 3166-2:AT es la entrada para Austria en ISO 3166-2, parte de los códigos de normalización ISO 3166 publicados por la Organización Internacional de Normalización (ISO), que define los códigos para los nombres de las principales subdivisiones (p.ej., provincias o estados) de todos los países codificados en ISO 3166-1.
En la actualidad, para Austria los códigos ISO 3166-2 se definen para 9 estados federales (en alemán Bundesländer).
Cada código consta de dos partes, separadas por un guion. La primera parte es AT, el código ISO 3166-1 alfa-2 para Austria. La segunda parte tiene una cifra (1–9).

## Códigos actuales
Los nombres de las subdivisiones se ordenan según el estándar ISO 3166-2 publicado por la Agencia de Mantenimiento ISO 3166 (ISO 3166/MA).
Pulsa sobre el botón en la cabecera para ordenar cada columna.
| ISO 3166-2 | A b r. | Nombre castellano | Nombre alemán    | Capital                  | Superficie km² | Población (2022)¹ | LH²                            | Web                                                            |
| ---------- | ------ | ----------------- | ---------------- | ------------------------ | -------------- | ----------------- | ------------------------------ | -------------------------------------------------------------- |
| AT-1       | B      | Burgenland        | Burgenland       | Eisenstadt               | 3 965          | 297 583           | Hans Peter Doskozil (SPÖ)      | burgenland.at                                                  |
| AT-2       | K      | Carintia          | Kärnten          | Klagenfurt am Wörthersee | 9 537          | 564 513           | Peter Kaiser (SPÖ)             | ktn.gv.at Archivado el 23 de marzo de 2021 en Wayback Machine. |
| AT-3       | N      | Baja Austria      | Niederösterreich | Sankt Pölten             | 19 180         | 1 698 796         | Johanna Mikl-Leitner (ÖVP)     | noel.gv.at                                                     |
| AT-4       | O      | Alta Austria      | Oberösterreich   | Linz                     | 11 983         | 1 505 140         | Thomas Stelzer (ÖVP)           | land-oberoesterreich.gv.at                                     |
| AT-5       | S      | Salzburgo         | Salzburg         | Salzburgo                | 7 155          | 560 710           | Wilfried Haslauer junior (SPÖ) | salzburg.gv.at                                                 |
| AT-6       | St     | Estiria           | Steiermark       | Graz                     | 16 399         | 1 252 922         | Christopher Drexler (ÖVP)      | verwaltung.steiermark.at                                       |
| AT-7       | T      | Tirol             | Tirol            | Innsbruck                | 12 648         | 764 102           | Anton Mattle (ÖVP)             | tirol.gv.at                                                    |
| AT-8       | V      | Vorarlberg        | Vorarlberg       | Bregenz                  | 2 602          | 401 674           | Markus Wallner (ÖVP)           | vorarlberg.at                                                  |
| AT-9       | W      | Viena             | Wien             | –                        | 415            | 1 931 593         | Michael Ludwig (SPÖ)           | wien.gv.at                                                     |

¹ 1 de enero de 2022

² LH significa Landeshauptmann/Landeshauptfrau, es el título del gobernador del estado.

## Cambios
Los siguientes cambios a la entrada figuran en el listado del catálogo en línea de la ISO:
| Fecha real del cambio | Breve descripción del cambio                                                                                     |
| --------------------- | --- |
| 2014-11-03            | Se actualiza el origen de la lista                                                                               |
| 2015-11-27            | Cambia la categoría de las subdivisiones: de Bundesländer a Länder (estados); se actualiza el origen de la lista |